# Ниман, Альберт (певец)
Альберт Ниман (нем. Albert Niemann; 15 января 1831, Эркслебен близ Магдебурга — 13 января 1917, Берлин) — немецкий оперный певец, тенор.

## Биография
Сын трактирщика, рано лишился отца и воспитывался матерью. Учился на механика, позже сбежал в Дрезден. Изучал историю и философию. Он, как полагают, был необщителен из-за своего грубого поведения.
Дебютировал как певец в Дессау в 1849 году. Начал музыкальную карьеру хористом в странствующей труппе, затем выступал во второстепенных ролях.
Получив стипендию, отправился учиться в Париж у Ж. Дюпреса. С 1854 года выступал на сценах театров в Ганновере, где он пел в операх «Тангейзер» (1854), «Лоэнгрин» (1855) и «Риенци» (1859). Затем до 1866 года пел в Штутгарте, Кёнигсберге, Штеттине и др.
В 1871 году женился на актрисе Гедвиге Раабе.
Благодаря своему могучему голосу и игре, полной жара и увлечения, сделался любимцем публики.
Выступал с огромным успехом в «Пророке», «Фаусте», «Вольном стрелке», «Жидовке», «Фра-Дьяволо», «Роберте-Дьяволе», «Ифигении в Авлиде» и в особенности был хорош в операх Вагнера («Лоэнгрин», «Риенци», «Тангейзер»).
Пел почти на всех выдающихся сценах Европы. Выступал в «Кольце нибелунга» во многих городах Германии, Бельгии, Нидерландов, Швейцарии, Италии, Австро-Венгрии.
Покинул сцену в 1892 году с концертом в Берлинской филармонии.